# Ölüdeniz

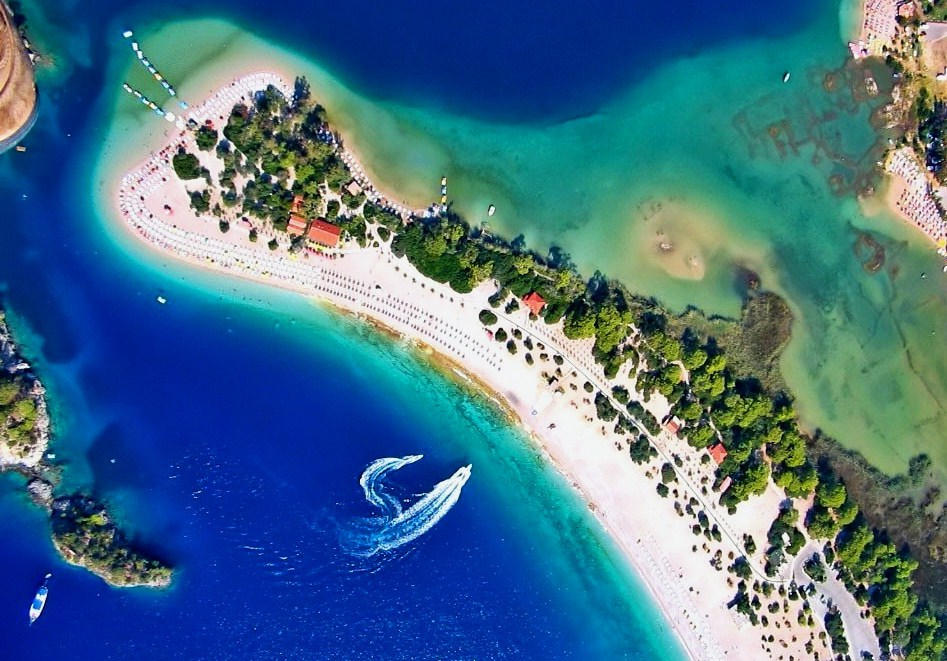
Veduta dall'alto della spiaggia di Ölüdeniz

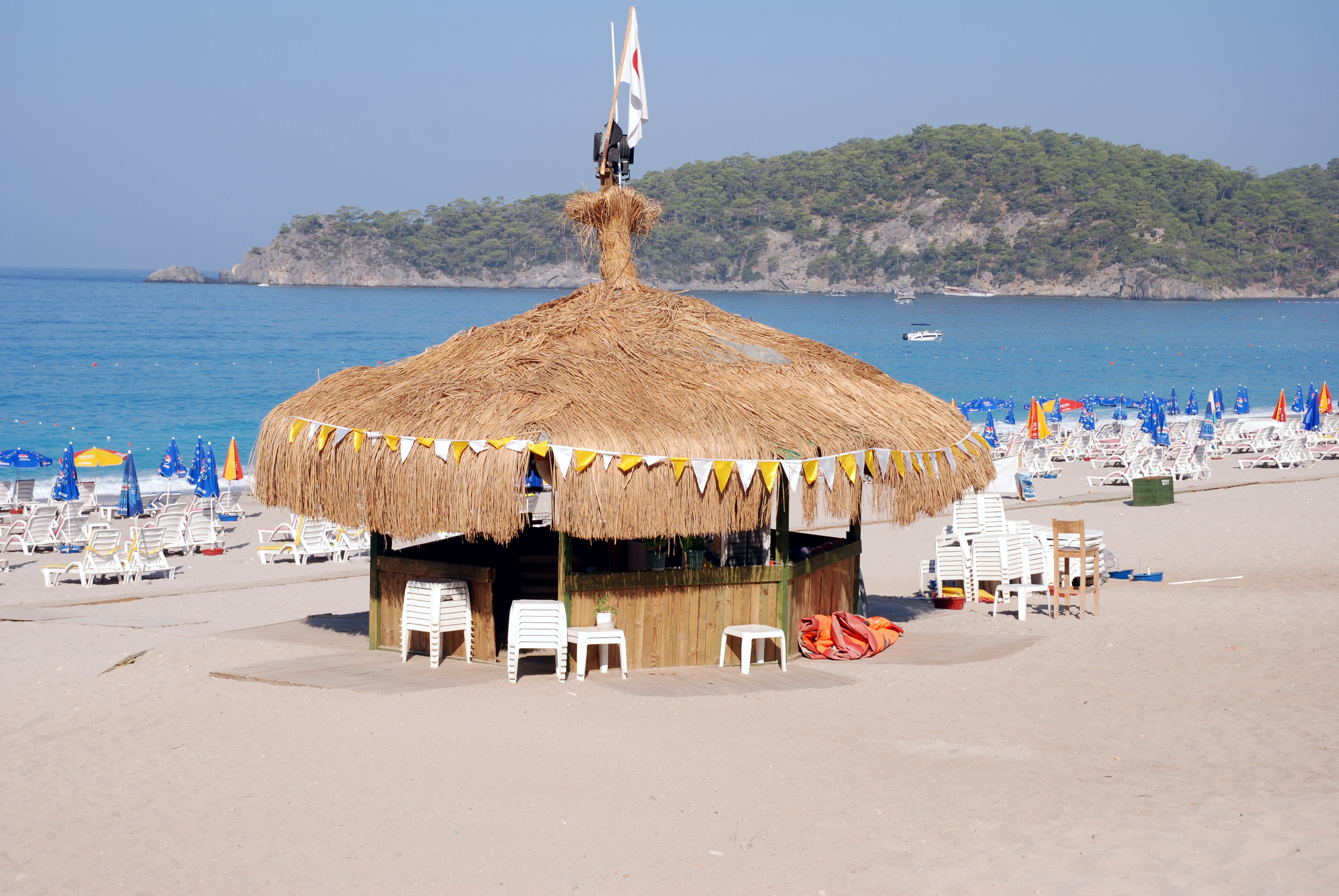
Stabilimento balneare ad Ölüdeniz

Ölüdeniz (letteralmente: "mar morto") è una popolare località balneare della Turchia sud-occidentale, facente parte della provincia di Muğla e del distretto di Fethiye e che si affaccia sul Mar Egeo (nel tratto di costa denominato "Costa Turchese" o "Riviera turca") e che si estende ai piedi Babadağ. Conta una popolazione di circa 5.300 abitanti.

## Geografia fisica

### Territorio
Ölüdeniz si trova a sud-ovest di Fethiye (da cui dista circa 12 km) e ad est di Kayaköy (Muğla).

### Clima
Ölüdeniz gode di un clima che non è né particolarmente torrido (la temperatura massima è di circa 34 °C, raggiunta nei mesi di luglio ed e agosto), né particolarmente rigido (il mese più freddo è gennaio, quando la temperatura massima è di circa 15 °C).
Il mese più umido è solitamente gennaio, quando cadono mediamente 187 millimetri di pioggia, seguito da dicembre, quando cadono 121 millimetri di pioggia, e febbraio, quando cadono mediamente 111 millimetri di pioggia.

## Origini del nome
Il toponimo Ölüdeniz, che letteralmente significa "mar morto" (v. ölmek, "morire" + sost. deniz, "mare"), fa riferimento alle acque tranquille del luogo.

## Storia
Ölüdeniz si sviluppò come popolare località balneare a partire dagli anni sessanta del XX secolo, ovvero dopo che questo tratto di costa venne battezzato con il nome di "Costa Turchese".

## Monumenti e luoghi d'interesse

### Aree naturali
Tra le principali attrazioni turistiche di Ölüdeniz, figura la cosiddetta "laguna blu".
Nei dintorni, si trova inoltre un'area naturale protetta nota come "Valle delle farfalle".
Ölüdeniz costituisce inoltre il punto di partenza del sentiero noto come "Via Licia".

## Società

### Evoluzione demografica
Nel 2018, la popolazione stimata del comune di Ölüdeniz era di circa 5.380 abitanti.
La località ha conosciuto un incremento demografico rispetto al 2013, quando la popolazione stimata era pari a 4.708 abitanti, e al 2009, quando la popolazione stimata era pari a 4.532 abitanti.

## Sport
Nella località vengono praticate varie attività sportive quali lo snorkeling e il parapendio (dal Babadağ).